# Zabidius novemaculeatus
Zabidius novemaculeatus – gatunek ryby z rodziny szpadelkowatych (Ephippidae), jedyny przedstawiciel rodzaju Zabidius.

## Występowanie
Gatunek tan występuje w wodach Pacyfiku oraz Oceanu Indyjskiego, od Indonezji do północno zachodnich wybrzeży Australii. Można go zaobserwować w pobliżu raf koralowych na głębokości od 10 do 40 metrów.  

## Charakterystyka
Zabidius novemaculeatus jest srebrna, ma ciemny pas między rzędami łusek. Ma także charakterystyczny brązowy pas od głowy do piersi. posiada także mniej widoczny ciemny pas ciągnący się od płetwy piersiowej do brzucha. Ma też 2 do 4 rzędów zębów.
Osiąga 45 centymetrów długości oraz wagę około 800 gramów. 